# XML
XML je tričrkovna okrajšava za angleški izraz Extensible Markup Language, razširljivi označevalni jezik, in je zelo razširjen na Internetu. XML je preprost programski jezik, podoben HTML-ju, ki omogoča format za opisovanje strukturiranih podatkov ali arhitektura za prenos podatkov in njihovo izmenjavo med več omrežji. XML spreminja mnogo aspektov računalništva, še posebej na področju komuniciranja aplikacij in strežnikov. Da pa se ga tudi razširiti, saj ima namreč to možnost, da si lahko sami izmislimo imena etiket (angleško TAG). Zelo je uporaben za komunikacije, saj ima zelo preprosto in pregledno zgradbo.
XML je razdeljen na 3 dele:
- podatkovni (vanj shranimo podatke v neki obliki z željenimi etiketami (tag)),
- deklarativni (skrbi za to, da lahko pri dodajanju novih podatkov vidimo kaj kakšna etiketa predstavlja),
- predstavitveni (z njim oblikujemo izpis podatkov).

Razvijalci XML povečujejo vsebino tega jezika in s tem njegovih standardov tehnologije, ki vsebujejo podatke, ki se jih da enostavno preoblikovati in zamenjati v neenakih sistemih.

## Dobre značilnosti jezika
Obstaja več dobrih značilnosti uporabljanja jezika XML: 
- XML razdeli podatke za lokalno obdelavo. Podatki so lahko brani v XML obliki, potem pa prenešeni v lokalno aplikacijo, kot je na primer brskalnik za nadaljnje gledanje ali procesiranje. Podatki so lahko preneseni tudi skozi skripto ali druge programske jezike s pomočjo XML objektnega modela.
- Uporabnikom da XML možnost primernega vpogleda v strukturirane podatke. Podatki prenešeni na namizje so lahko predstavljeni v več možnih variantah. Lokalni podatki so lahko predstavljeni na takšen način kot to najbolj ustreza uporabniku.
- Omogoča integracijo strukturiranih podatkov iz več virov v logične in preproste poglede v podatke. Običajno so bili uporabniki navajeni integrirati podatke, iz strežniških baz in ostalih aplikacij na medmrežnih strežnikih, tako da so bili podatki uporabni za pošiljanje na ostale strežnike za nadaljnjo procesiranje, obdelavo in distribucijo.
- Opisuje podatke iz različnih aplikacij. Ker je XML obsežen jezik se lahko uporablja za opisovanje podatkov v široki variaciji aplikacij, od opisovanja kolekcij spletnih strani do podatkovnih zapisov. Ker so podatki samo opisni (self-describing), so lahko sprejeti in procesirani brez potrebe, da so še dodatno opisani.
- Omogoča boljši pretok skozi parcialno granularno popravljanje (granular updates). Izvajalcem ni potrebno poslati celotnih strukturiranih podatkov vsakokrat, ko v njih pride do spremembe. Z granularnimi popravki, se morajo distribuirati samo spremenjeni elementi poslani od strežnika do odjemalca. Spremenjeni podatki so tako lahko predstavljeni brez ponovnega osveževanja celotne strani ali namizja.